# Estany de Saburó
L'Estany de Saburó és un llac d'origen glacial que es troba a 2.540 m d'altitud, a la capçalera de la vall Fosca, al Pallars Jussà, al nord-est del poble de Cabdella, en el terme municipal de la Torre de Cabdella.
La seva conca està formada bàsicament pels vessants del sud-oest del Tuc de Saburó, prop del límit del terme de la Torre de Cabdella amb el de Sort, del Pallars Sobirà, dins de l'antic terme de Llessui.
Pertany al grup de vint-i-sis llacs d'origen glacial de la capçalera del Flamisell que per la construcció de la central hidroelèctrica de Capdella van ser interconnectats subterràniament i per superfície entre ells, i amb l'Estany Gento com a regulador del sistema. Rep les aigües dels mateixos vessants del Tuc de Saburó i d'un grup de vuit estanys més petits (dos d'una mica més grossos), anomenats Estany Petit de Saburó, el de més avall, i Estanys de Saburó d'Amunt, els de superior alçada.
Té dues preses al costat sud-oest que fan augmentar la capacitat de la seva conca original. Les seves aigües davallen cap a l'Estany de Mar.